# Centauromachie
Met Centauromachie (Oudgrieks Κένταυρομαχία / kentauromachía) bedoelt men, in de Griekse mythologie, het mythische gevecht tussen de Lapithen en de Centauren, dat losbarstte op de bruiloft van Pirithoüs.

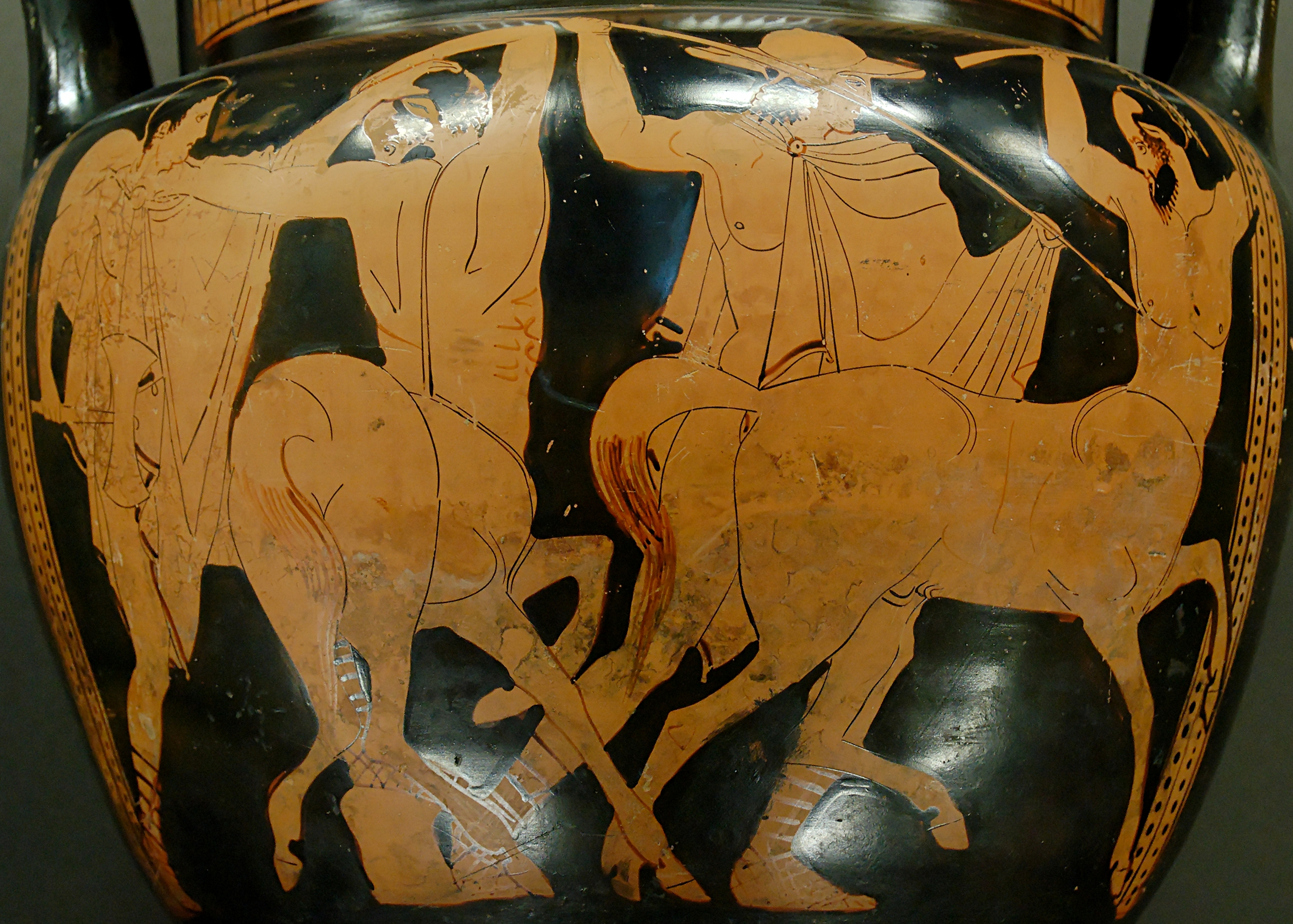
Centauromachie (A-zijde van een Attische rodfigurige krater door de Schilder van het Louvre (ca. 450–440 v.Chr., Louvre).

Het is een onderwerp dat in de kunst van de klassieke oudheid veelvuldig voorkomt.
- De strijd wordt onder meer uitgebeeld op de zogenaamde François-vaas, waar de Lapithen met lansen strijden tegen de Centauren die zich weren met takken en stenen.
- In de 5e eeuw v.Chr., in de jaren na de Perzische Oorlogen, wordt de strijd vaak met nationale trots uitgebeeld als een symbool voor de overwinning van de Grieken (gesymboliseerd door de "verlichte" Lapithen) op het brute geweld van de Perzen (gesymboliseerd door de "barbaarse" Centauren). 
 De beroemdste voorstelling is wel die op de westgevel van de Zeustempel te Olympia. Daarnaast zijn er ook de metopen van de Parthenon, van het zogenaamde Schathuis der Atheners in het heiligdom van Delphi, van de Poseidontempel op Kaap Soenion, de fries van de Apollotempel in Bassae, en vele andere voorbeelden.
- Een fresco uit Pompeï (nu in het Nationaal Museum van Napels) toont de ontvangst van de Centauren door koning Pirithoüs.
- In het 12e boek van zijn Metamorphosen geeft de Romeinse dichter Ovidius een levendige en uitvoerige beschrijving van de Centauromachie.

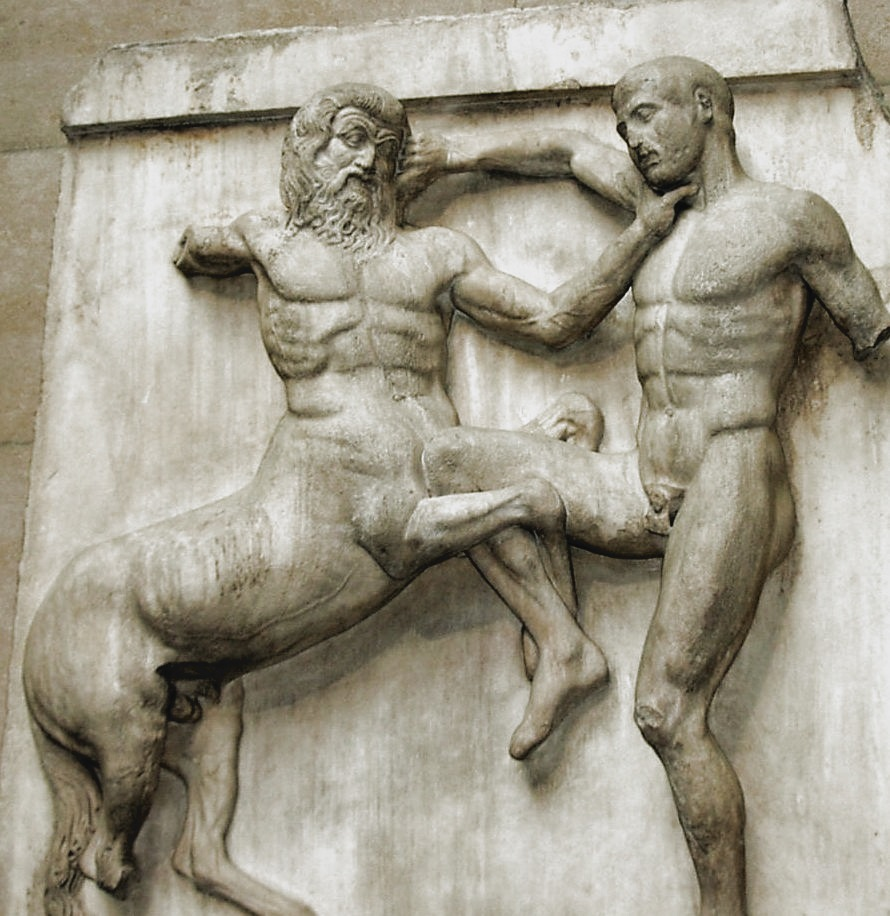
Centaur en Lapith vechtend, metope van het Parthenon (British Museum).
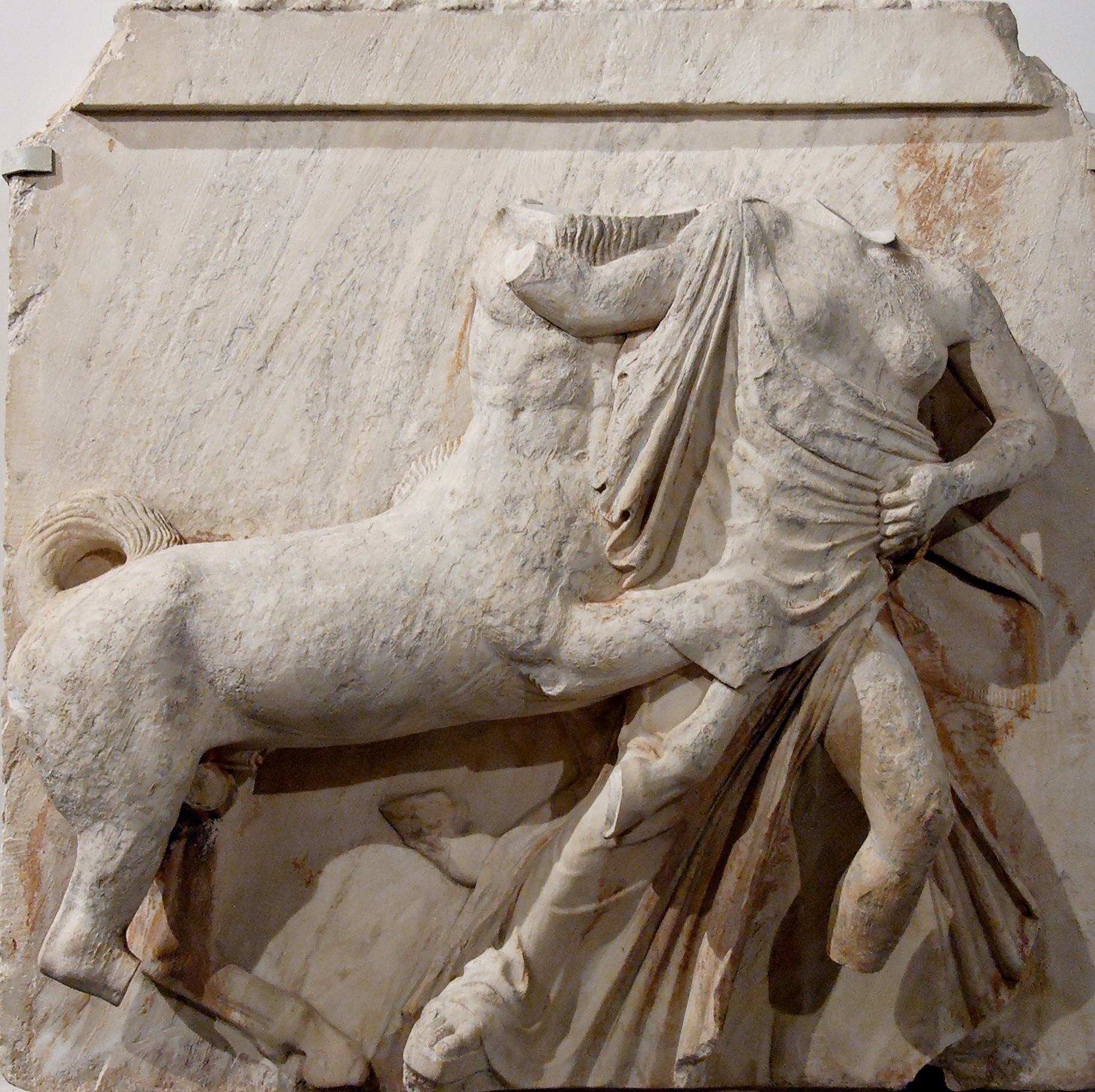
Centaur verkracht een vrouw van de Lapithen (Louvre).